# Джиоевы
Джио́евы (осет. Джиотæ, груз. ჯიოშვილი) — осетинская фамилия.

## История
Из Джавского района Джиоевы стали переселяться в места с более благоприятными климатическими условиями. В Южной Осетии переселенцы основали сёла Цунар, Кахир, Ионча и Сихиат.

## География
Южная Осетия
- Дзауский район ― Барс, Бузала, Гуфта, Дзау, Дзриа, Итрапис, Кодибин, Магкота, Морго, Ниниа, Хвце
- Цхинвальский район ― Ачабет, Гудзабар, Кулбит, Курта, Монастер, Тамарашени, Тбет, Ход, Цунар, Цхинвал

Грузия
- Ахметский муниципалитет ― Думастури, Квемо-Халацани
- Боржомский муниципалитет ― Айдарово
- Гурджаанский муниципалитет ― Китаани
- Карельский муниципалитет ― Клду, Окросопели, Суканаантубани
- Лагодехский муниципалитет ― Болкви, Дона, Земо-Пона, Земо-Хечили, Квемо-Хечили, Нинигори, Хошатиани
- Телавский муниципалитет ― Джугаани
- Тетрицкаройский муниципалитет ― Липи

## Генеалогия
Родственными фамилиями (осет. æрвадæлтæ) Джиоевых являются Карсановы, Кокоевы, Остаевы, Хубуловы.
| Компания   | Антропоним               | Гаплогруппы                        |
| ---------- | ------------------------ | ---------------------------------- |
| Scientific | OSE-101 ― Джиоев         | J2-M172(xM12,M47,M67)              |
| 23andMe    | Boris Dzhioev (1976)     | E-V13 # U5b1e                      |
| 23andMe    | Valery Dzhioev (1946)    | E-V13 # С4а                        |
| FTDNA      | 411450 ― Dzhioev         | J2a1b Z7671+, CTS3261- _ Cluster J |
| FTDNA      | MK87177 ― Djioev         | E1b1b1a1b1a6a2~ (E-FT46341)        |
| Генотек    | Заур Джиоев              | Е1b1b1а1b1а # H1b                  |
| Генотек    | Магомед Джиоев           | J2a1 # U5a1                        |
| Генотек    | Роберт Русланович Джиоев | G2a1a1а1 # G2a                     |

## Известные носители
Писатели
- Давид Антонович Джиоев (1932–1968) — юго-осетинский поэт, прозаик и общественный деятель.

### Спортсмены
Борьба
- Арсений Джиоев (2002)
- Эрик Джиоев (1997)

Волейбол
- Амага Казбековна Джиоева (2001)

Футбол
- Азамат Ростикович Джиоев (1991)
- Арсен Таймуразович Джиоев (2002)
- Георгий Гурамович Джиоев (1986)
- Инал Григорьевич Джиоев (1969)
- Сослан Тамерланович Джиоев (1989)
- Тамерлан Вячеславович Джиоев (1977)
- Умар Николаевич Джиоев (1947)

Хоккей
- Максим Дмитриевич Джиошвили (1996)